# Chiesa della Santissima Trinità (Alzano Lombardo, Nese)
La chiesa della Santissima Trinità  è un luogo di culto cattolico della località Busa di Nese, frazione di Alzano Lombardo, della diocesi di Bergamo, edificato nel XIV secolo.

## Storia
La storia della chiesa è legata a quella della località che viene citata già dal 1244 in un documento conservato a Bergamo presso la Biblioteca civica Angelo Mai, dove viene indicato il personaggio Acerbis de Holera, che aveva abitazioni nella località Busa di Nese. La località, anticamente, era un piccolo borgo rurale, facente parte del Vico di Nese. Fu per secoli luogo di passaggio dei mercanti che attraverso l'antica mulattiera si spostavano fino a Bergamo attraverso la frazione di Olera e Monte di Nese, proseguendo poi per Poscante e la Val Brembana.
Il piccolo oratorio è sicuramente molto antico, probabilmente già presente nel Trecento. Il Seicento vide la realizzazione degli altari laterali, e nel secolo successivo l'ampliamento con la costruzione dell'abside. Lavori di manutenzione e rifacimento del sagrato sono stati eseguiti nel Novecento.

## Descrizione

### Esterno
L'esterno della chiesa, con facciata a capanna, è quasi completamente intonacato e ha inserti in pietra che fanno da zoccolatura e da profilo. Centrale il portale ligneo preceduto da due gradini in pietra arenaria, con cornice voltata in pietra. La parte superiore ha l'unica apertura del rosone che illumina l'aula interna, sempre con cornice in pietra leggermente strombata.

### Interno
L'interno della chiesa a navata unica, divisa in tre campate da lesene, è piuttosto semplice, con alcuni dipinti posti sulle pareti laterali. Due altari rinascimentali, di cui uno dedicato a san Grato che godeva del giuspatronato della famiglia Donadoni, come indica la presenza dello stemma della famiglia, sono posti ai lati della zona presbiteriale, la quale è rialzata rispetto all'aula da un gradino.
Il presbiterio conserva la pala dell'altare maggiore Madonna col bambino e santi Marco evangelista e Francesco, che ha assonanze con le pitture di Giovanni Paolo Cavagna, mentre l'altare ligneo, a imitazione marmorea, ha caratteristiche della scuola dei Caniana; della medesima bottega sono i seicenteschi stalli del coro. L'abside conserva tracce di affreschi quattrocenteschi e la tela di Vincenzo Angelo Orelli, che raffigura la Santissima Trinità, quella di un non identificato pittore Colombo, il Transito di San Giuseppe, e la tela di San Grato che ferma il temporale. L'aula ospita un dipinto di Giulio Masseroni, raffigurante i quattro evangelisti.